# Egis
Egis est une entreprise d'ingénierie française présente dans les secteurs de l'aménagement, des infrastructures de transport, d’eau et du secteur de l'environnement. Egis travaille dans l'exploitation routière et aéroportuaire.
Egis provient de la fusion, à partir de 2007, de plusieurs sociétés comme Scetauroute, Semaly (devenue Egis Rail), BCEOM, Isis ou encore Iosis.

## Histoire

### Création
Le 17 février 1998, l'assemblée générale change la dénomination sociale « Groupe SCETAUROUTE », devenant « EGIS »[source insuffisante].
Egis, société holding qui détenait les participations historiques, Scetauroute, ou plus récentes, BCEOM, de la Caisse des Dépôts, dans le domaine de l'ingénierie et du conseil, décida en 2007 en accord avec son président, Philippe Segretain et de son directeur général Nicolas Jachiet, de fusionner ces entreprises. Leurs parcours historiques très diversifiés étaient complémentaires. L'intégration en une seule entreprise de plusieurs sociétés comme Scetauroute (devenu par la suite Egis Route), BCEOM, Semaly (aujourd'hui Egis Rail), Isis, devenu par la suite Egis Mobilité, s'est vite accrue. Egis a été rejoint en 2010 par le groupe Guigues, spécialisé dans l'ingénierie de l'environnement et en 2011 par le groupe Iosis, leader français de l’ingénierie du bâtiment et du génie civil nucléaire ; cette intégration fut l'occasion d'une ouverture à 25 % du capital aux cadres et au personnel.
Pour son activité dans l'aménagement des infrastructures, le groupe Egis était organisé en sept sociétés régionales avant 2007 :
- Beture Infrastructure (ex-Beture Setame, Beture, ou encore Scet-Beture, créée en 1960 dans le giron de la SCET) en Île-de-France, l'est du Centre et la Haute Normandie ;
- Seralp Infrastructure en Rhône Alpes, Bourgogne et Auvergne ;
- Beterem Infrastructure sur le pourtour méditerranéen ;
- Ouest Infra dans le Grand Ouest (Pays de Loire, Bretagne, Basse Normandie, Poitou-Charentes et dans l'Ouest du Centre) ;
- ACI dans le Nord ;
- Est Ingénierie dans l'Est ;
- Sud-Ouest Infra dans le grand Sud-Ouest (Aquitaine, Midi-Pyrénées, Limousin).

Ces sociétés régionales ont fusionné le 1er juin 2007 pour former Egis Aménagement, société nationale, qui est elle-même devenue Egis France depuis le 1er janvier 2011.
Le 1er juillet 2011, dans le cadre de la réorganisation du groupe Egis, Egis Mobilité et la direction France  d'Egis Route ont rejoint Egis France.
La société BCEOM International est devenue Egis International, intégrant une partie de la société Egis Route, l'autre partie de cette société étant intégrée à la société Egis France (devenue Egis Villes et Transports).

### Diverses acquisitions
En 2014 et 2015, deux PSE (plan de sauvegarde de l'emploi) ont été lancés. Ils concernent les filiales AVP (Atelier Ville et Paysage) : 37 licenciements ; et Egis Eau : 58 licenciements,,.
En juillet 2015, la société Projacs, spécialisée en management de projets et en supervision de travaux dans le secteur du bâtiment au Moyen-Orient, a rejoint Egis. Fin 2015, les trois sociétés d’ingénierie brésiliennes Egis Lenc (route, environnement et géotechnique), Egis Engenharia e Consultoria (ferroviaire et transports urbains) et Egis Aeroservice (conseil et ingénierie aéroportuaire) se sont unies au sein d’une seule et même entité Egis Engenharia e Consultoria.
En mars 2016, Egis Easytrip Services, filiale d'Egis, acquiert la société néerlandaise Versluis afin de renforcer sa position de leader dans le domaine des services pour les flottes de véhicules poids lourds.
En juillet 2016, le Groupe La Poste, la Caisse des Dépôts et Egis s’associent pour créer Sobre, une société commune au service de la transition énergétique.
En 2017, Egis acquiert OCACSA, principal exploitant autoroutier indépendant au Mexique.
Le groupe renforce sa présence en Asie du sud-est avec l’acquisition de deux sociétés basée à Hong Kong : le cabinet d'architecture 10 DESIGN en 2017 et Inhabit, bureau d’études en ingénierie des enveloppes et environnement en 2019.
En France, le bureau d’études techniques Plantier à Annecy, le Cabinet d’économistes Michel Frustié à Montpellier et EXYZT, société spécialisée en géomatique à Castres intègrent Egis en 2018.
En 2019, le bureau d’études hongkongais Inhabit (ingénierie des enveloppes et environnement) rejoint Egis.
En 2020, deux sociétés françaises rejoignent le groupe : Est Signalisation entreprise de travaux en signalisation ferroviaire et Kanopée SAS.
En 2021, deux sociétés anglo-saxonnes ont rejoint Egis : CPMS TOPCO et sa branche opérationnelle Collaborative Project Management Services (CPMS) Limited spécialisée dans la réalisation de projets ferroviaires et Galson Sciences Limited, une société internationale de recherche et de conseil, spécialisée dans la gestion et le stockage des déchets radioactifs.
Au Moyen-Orient, Egis a finalisé l'acquisition de Projacs International, portant sa participation à 95,45 %. Projacs est une société de conseil en ingénierie et de gestion de projets.
En Australie, Indec, société australienne, spécialisée dans le conseil stratégique, la gestion de projets et l’assistance technique, a rejoint Egis.
En France, Egis a fait l’acquisition de MT3, société de conseil et d’ingénierie dans la mobilité et de ses applications connexes et de 3 sociétés dans le domaine du bâtiment : Openergy (numérisation de la performance énergétique), Kern (organisation et direction d’opération) ainsi qu’AD Ingé et sa filiale AD Conseil (désamiantage, déconstruction et économie circulaire).
En France, Egis a fait l’acquisition de MT3, société de conseil et d’ingénierie dans la mobilité et applications connexes et de 3 sociétés dans le domaine du bâtiment : Openergy(numérisation de la performance énergétique), Kern (organisation et direction d’opération) ainsi qu’AD Ingé et sa filiale AD Conseil (désamiantage, déconstruction et économie circulaire).
En 2022, Egis a fait l’acquisition de plusieurs sociétés : 
- Asie : Sunland (Hong Kong), société de conseil et d’ingénierie du bâtiment de 130 collaborateurs[23].
- Moyen-Orient : Waagner Biro[24] Bridge Services International, société d'ingénierie, exploitation et maintenance d’infrastructures.
- Europe, NordSignal (France), spécialisée dans les travaux en signalisation ferroviaire ; Weston Williamson + Partners[25] (Royaume-Uni), cabinet international d'architecture et de design urbain.

Le 7 janvier 2022, la Caisse des Dépôts et Tikehau Capital annoncent la finalisation de l’acquisition par Tikehau Capital d’une participation de 40 % dans Egis. La Caisse des Dépôts conserve une participation de 34 % du capital, aux côtés des cadres partenaires et des salariés qui en détiennent 26 %, ayant augmenté leur participation de 2 %.
En août 2025, Egis annonce l'acquisition de Lochner, une société d'ingénierie américaine, faisant des États-Unis sont deuxième marché après la France.

## Activité

### Aviation
- Egis gère et exploite dix-sept aéroports dans le monde – Sāo Paulo-Viracopos (Brésil), Tahiti Faa'a, Bora-Bora, Raiatea, Rangiroa (Polynésie française), Brazzaville, Pointe-Noire, Ollombo (Congo), Abidjan (Côte d'Ivoire), Pau, Bergerac, Brest, Quimper et Beauvais (France), Larnaca, Paphos (Chypre), Anvers et Ostende-Bruges (Belgique) – totalisant plus de 28 millions de passagers et 366 000 tonnes de fret en 2018[27].
- Mise au point d’un système breveté en partenariat avec Airborne Concept qui surveille les mini-drones avec un émetteur ADS-B[28]

### Bâtiment
- Complexe sportif d'Olembe au Cameroun : assistance à maîtrise d’ouvrage et surveillance des travaux[29]
- Bibliothèque Alexis de Tocqueville à Caen : maîtrise d'œuvre[30]

### Grands Ouvrages - Eau / Environnement / Energie
- Pont Citadelle à Strasbourg, Grand Prix National de l’Ingénierie 2016 : conception et maîtrise d’œuvre générale[31]
- Extension en mer sur l’anse du Portier à Monaco : maîtrise d’œuvre travaux[32]

### Rail
Filiale Egis Rail
- Grand Paris Express : maîtrise d'œuvre infrastructures et systèmes ligne 15 Est et ligne 16[33]
- Extension du réseau de Tramway de Birmingham en Angleterre[34]Rame du Midland Metro à la station Wolverhampton St George's

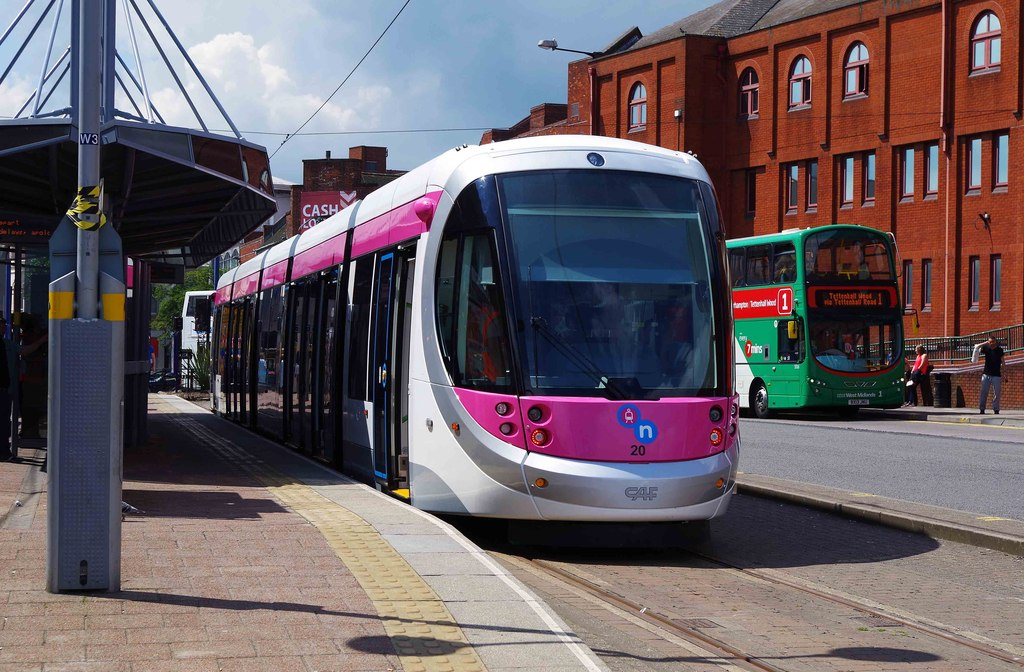
Rame du Midland Metro à la station Wolverhampton St George's

- Prolongement de la ligne B du métro de Lyon aux hôpitaux Lyon Sud : maîtrise d’œuvre complète[35]
- Ligne B du métro de Rennes : maîtrise d'œuvre complète[36]
- Assistance à la maîtrise d'ouvrage du réseau de tramway de Jérusalem contribuant à relier Jerusalem Ouest à des colonies israëliennes illégales[37],[38]

### Villes, Route et Mobilités
- Élargissement de l'autoroute A10 à Orléans : maîtrise d’œuvre de l'aménagement d’un tronçon 2 x 4 voies de l’autoroute.

### Conseil
- Accompagnement de la candidature des Jeux olympiques et paralympiques Paris 2024[39]
- Le groupement QUAI #3 dont Egis est mandataire pilote la conception, la production et le déploiement de toutes les communications relatives au Grand Paris Express[40]

### Montage / Exploitation / Nouveaux Services
- Exploitation du pont Pont Osman Gazi sur le Bosphore en Turquie[41]Le pont Osman Gazi

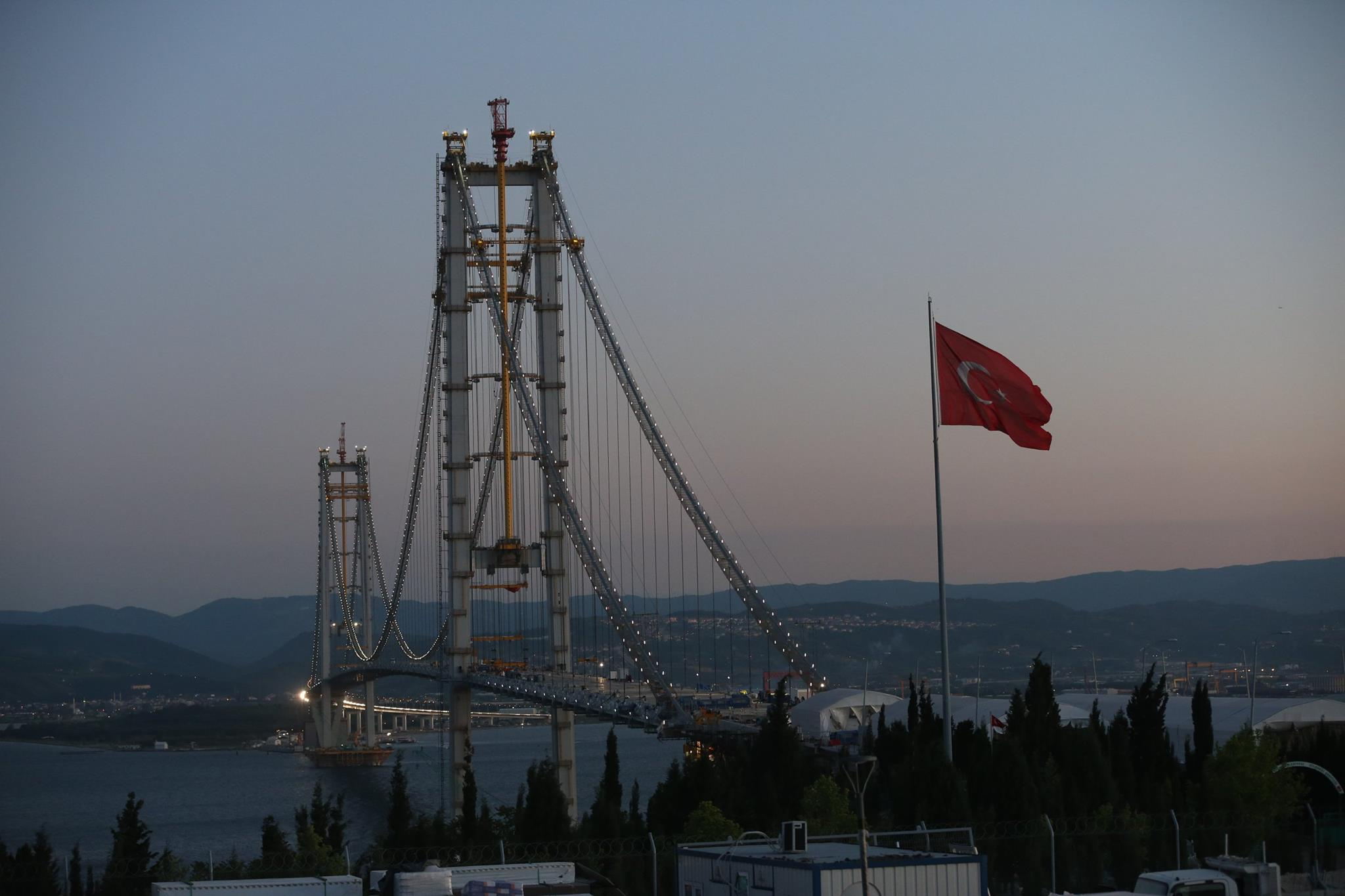
Le pont Osman Gazi

- Concession de vélos en libre-service à Cracovie en Pologne[42]
- Concessions des aéroports de Pau[43], Brest et Quimper remportées en 2016[44]

### Moyen-Orient
- Implication dans les colonies illégales implantées en territoire palestinien selon le haut commissariat aux droits de l'homme de l'ONU[45]
- Réhabilitation des lagunes d’Al Karaana au Qatar : maîtrise d’œuvre[46]

### Inde
- Pilotage du 1er programme  Smart City à Bhubaneswar en Inde[47]

## Affaire judiciaire

### Corruption d'agent public étranger
À la suite d'un signalement de la Brigade de contrôle des revenus de la Direction départementale des finances publiques des Hauts de Seine découvrant des versements d'honoraires de consultant à des sociétés domiciliées dans des territoires réputés non coopératifs en matière fiscale (Iles Vierges Britanniques), le parquet de Nanterre a confié une enquête préliminaire à la Brigade de répression de la délinquance économique.
Les enquêteurs ont pu établir que des flux financiers (d'un montant total de 390 640 euros) ont pu être utilisés pour intervenir auprès d'un agent public algérien susceptible d'influencer l'attribution d'un contrat signé en mars 2009 permettant de construire une aérogare à Oran.
En novembre 2019, le Procureur national financier a signé avec le représentant de la société EGIS AVIA (filiale de EGIS) une convention judiciaire d'intérêt public fixant le montant de l'amende à 2 600 000 euros. Cette convention a été validée en décembre 2019 par le tribunal judiciaire de Paris.